# Орион (космический корабль)
«Орио́н», MPCV (англ. Multi-Purpose Crew Vehicle — многоцелевой пилотируемый корабль) — американско-европейский многоцелевой частично многоразовый транспортный космический корабль, разрабатываемый с середины 2000-х годов компаниями «Локхид Мартин» и «Airbus Defence and Space» в рамках программы «Созвездие» (целью этой программы было возвращение американцев на Луну, а корабль «Орион» предназначался для доставки людей и грузов на Международную космическую станцию (МКС) и для полётов к Луне, а также к Марсу в дальнейшем). В околоземных полётах «Орион» должен был прийти на смену космическим челнокам «Спейс шаттл», завершившим полёты в 2011 году, а в будущем обеспечить высадку человека на Марс. Первоначально в документах НАСА корабль назывался CEV (Crew Exploration Vehicle — пилотируемый исследовательский корабль). Затем корабль получил официальное название в честь известного созвездия — «Орион».
Первоначально испытательный полёт космического корабля был намечен на 2013 год, первый пилотируемый полёт с экипажем из двух астронавтов планировался на 2014 год, начало полётов к Луне — на 2019—2020 годы.
Первый беспилотный испытательный полёт (EFT-1) состоялся 5 декабря 2014 года, в нём использовалась ракета-носитель Delta IV Heavy. Миссия «Артемида-1» с беспилотным облётом Луны с помощью ракеты-носителя SLS, многократно переносилась вплоть до старта 16 ноября 2022 года.
Первый пилотируемая миссия «Ориона», миссия «Артемида-2», по состоянию на декабрь 2024 года запланирована на апрель 2026 года.

## Описание
На корабле «Орион» будут выводиться в космос как грузы, так и астронавты. При полётах на МКС, в экипаж «Ориона» могут входить до 6 астронавтов. В экспедиции к Луне планировалось отправлять по четыре астронавта. Корабль «Орион» должен был обеспечить доставку людей на Луну для длительного пребывания на ней с тем, чтобы в дальнейшем подготовить пилотируемый полёт на Марс.
Диаметр корабля «Орион» — 5,3 метра (16,5 футов), масса корабля — около 25 тонн. Внутренний объём «Ориона» будет в 1,5 раза больше, чем внутренний объём корабля «Аполлон». Объём кабины корабля Orion (MPCV) около 9 м³. И это не общий объём герметичной конструкции, а именно пространство, свободное от оборудования, компьютеров, кресел и другой «начинки», корабль будет оборудован туалетом.
Форма основной части корабля «Орион» схожа с формой предыдущих космических кораблей «Аполлон», но при его создании используются новейшие достижения в компьютерной технике, в электронике, в технологии систем жизнеобеспечения, в технологии теплозащитных систем. Коническая форма спускаемого аппарата является самой безопасной и надёжной при возвращении на Землю, особенно со скоростью возвращения из дальнего космоса (около 11,1 км/с). Предполагается многоразовое использование основной части корабля. Планируется что сервисным модулем корабля «Орион» (SM) в двух первых полетах на РН SLS будет модернизированная версия транспортного корабля ЕКА ATV, которая будет оснащена главным двигателем AJ-10 и восемью двигателями R-4D. Корабль «Орион» будет иметь возможность стыковки с российскими аппаратами, в том числе с «Орлом».

Корабль «Орион» со служебным модулем на основе ATV и третьей ступенью

Сценарий «Созвездия» предполагал, что на орбиту «Орионы» будут выводить новые ракеты-носители «Арес-1» и «Арес-5», однако от их создания было решено отказаться. Поэтому космический корабль переориентируется для совместимости с уже существующими тяжёлыми ракетами-носителями «Дельта-4» или «Атлас-5» для полётов на околоземную орбиту и на разрабатываемый новую сверхтяжёлую ракету-носителя SLS для полётов в дальний космос.

## Хронология
- 22 августа 2006 года — НАСА сообщило, что новый пилотируемый космический корабль будет носить имя одного из ярчайших и известнейших созвездий — «Орион»[6].
- 31 августа 2006 года — НАСА подписало контракт на разработку, строительство и испытание нового пилотируемого космического корабля «Орион» с концерном Lockheed Martin. Сумма контракта — до 8,15 млрд долларов[4][5].
- 1 февраля 2010 года — руководитель НАСА Чарльз Болден сообщил об отказе от космической программы «Созвездие», а также о прекращении разработки космического корабля «Орион» и ракет-носителей «Арес-1» и «Арес-5», в связи с предложением президента Барака Обамы об отмене программы. Однако окончательно судьба программы и корабля зависит от решения Конгресса[18].
- 2010 год — президент Барак Обама пообещал не отказываться от разработки космической капсулы «Орион», но упростить её, чтобы она на первоначальном этапе могла выполнять функцию спасательного плота на МКС. Со временем президент предложил доработать капсулу, чтобы она могла стать основой для создания более мощного аппарата, который сможет вывести астронавтов за пределы околоземной орбиты[19].
- В сентябре 2010 года компания-разработчик «Локхид Мартин» приступила к созданию полноразмерных макетных прототипов с завершением сборки к декабрю 2010 года.
- 2011 год — НАСА подтвердило, что будущий пилотируемый корабль для полётов в дальний космос будет основан на концепции корабля «Орион». Новый корабль пока не имеет названия и обозначается буквами MPCV[1].
- 2011 год — в испытательной гидролаборатории в Научно-исследовательском центре НАСА в Лэнгли проведено первое испытание по моделированию посадки на воду командного модуля корабля «Орион». Во время испытаний модуль весом 10 297 кг падал в воду со скоростью до 38,6 км/час[20].
- 2011 год — расходы НАСА на проект превышают 5 млрд долларов[21].
- 2011 год — в Научно-исследовательском центре НАСА в Лэнгли проведено второе испытание по моделированию посадки на воду командного модуля корабля «Орион». Во время испытаний модуль весом 9 979 кг падал в воду со скоростью до 80 км/ч[22].
- 2011 год — компания «Локхид Мартин» проводит серию интенсивных испытаний прототипа корабля. Очередной этап испытаний проходит в научных лабораториях «Локхид Мартин» (штат Колорадо). Прототип установлен в специальной акустической камере, где воспроизводится звуковая нагрузка мощностью свыше 150 дБ. Это эквивалентно расчётному показателю во время будущих запусков корабля. «Мы хотим понять, как различные компоненты корабля справляются с определённой акустической средой. Полученные результаты позволят нам сравнить наши расчёты с реальным положением дел», — сообщил эксперт корпорации Поль Санн[23].
- 2011 год — на полигоне Юма проведено первые испытание парашютной системы корабля «Орион» в близкой к полётной конфигурации. После сброса с Lockheed C-130 Hercules с высоты 7 600 м макет командного модуля приземлился на трёх парашютах со скоростью около 7,5 м/с[24].
- 2011 год — космический корабль успешно прошел очередные испытания парашютной системы во время испытательных сбросов с большой высоты. Спуск происходил на двух парашютах вместо трёх. Парашютная система успешно справилась с данным аварийным сценарием и подтвердила способность обеспечить безопасное возвращение и посадку спускаемого аппарата[25].
- 2012 год — очередные испытания парашютной системы. Испытания прошли в штате Аризона на военном армейском американском полигоне в Юме. С самолёта Boeing C-17 Globemaster III была сброшена точная копия по массе и габаритам — макет корабля. Со своей задачей парашютная система справилась[26].
- 2012 год — на слушаниях в Конгрессе США помощник директора НАСА Дэниел Дамбакер рассказал, что корабль отправится в свой первый испытательный полёт без экипажа в 2014 году и будет запущен ракетой «Дельта-4». В 2017 году для этих же целей предполагается использовать новый тяжёлый носитель SLS. На 2021 год запланированы испытания корабля с экипажем на борту. В свою очередь, вице-президент Lockheed Martin Клеон Лэйсфилд уточнил, что в 2014 году корабль планируется запустить на расстояние около 6 тыс. км от Земли или в 15 раз дальше, чем расположена орбита обращения МКС. Его коллега из Boeing Джим Клифтон информировал, что разработка SLS также идёт по плану. Эта ракета будет выпущена в разных модификациях, рассчитанных на вывод в космос грузов массой от 70 до 130 тонн. По расчётам НАСА, один её запуск будет стоить примерно 500 млн долл. — в полтора раза меньше, чем в своё время стоила каждая экспедиция «Спейс шаттл»[27].
- 2013 год — на конец года назначена защита проекта и начало производства оборудования для европейского космического служебного модуля, который будет в составе американской пилотируемой возвращаемой капсулы «Орион»[28].
- 2013 год — тепловой экран для «Ориона» доставлен в Космический центр Кеннеди[29][30].
- 2013 год — озвучены планы на первый испытательный беспилотный полёт (EFT-1) с помощью носителя «Дельта-4» в сентябре 2014 года[31].
- 2014 год — перенос даты первого полёта с сентября на декабрь 2014 года, одной из причин названа необходимость в более раннем запуске другой нагрузки на ракета-носителе Дельта-4[32].
- 2014 год — специалисты НАСА завершили изготовление первого модуля космического корабля «Орион»[33].
- 2014 год — на базе Космических сил США на мысе Канаверал, пусковой комплекс SLC-37B, состоялась первая попытка запуска космического корабля «Орион» с помощью ракеты-носителя «Дельта-4», но после нескольких попыток запуска в пусковом окне, останавливаемых из-за нарушения границ опасной зоны, неблагоприятных погодных условий (сильный ветер) и технических проблем, запуск был перенесён на 5 декабря[34].
- 2014 год — запуск успешно произведён в 12:05 UTC. В этот же день, в 16:48 UTC корабль успешно завершил первую испытательную миссию и приводнился в Тихом океане у побережья Калифорнии[7][34].
- 2015 год — начало строительства космического корабля для миссии «Артемида-1» (EM-1) специалистами компании Lockheed Martin и НАСА в сборочном комплексе НАСА Michoud Assembly Facility[англ.]. Корабли для EFT-1 и «Артемиды-1» имеют различия[35].
- 2016 год — капсула космического корабля доставлена во Флориду в Космический центр Кеннеди, для испытаний и последующей сборки[36][37].
- 2016 год — проведены успешные испытания на приводнение капсулы[38][39].
- 2018 год — официальное начало строительства космического корабля для первой пилотируемой миссии «Артемида-2» специалистами компании Lockheed Martin в сборочном комплексе НАСА Michoud Assembly Facility. Корабли для «Артемиды-1» и «Артемиды-2» имеют различия[40].
- 2019 год — успешно прошло тестирование системы аварийного спасения по миссии Ascent Abort-2[англ.].
- 2022 год — успешный запуск в составе миссии «Артемида-1» с площадки LC-39B с помощью ракеты-носителя SLS в 06:47 UTC.

## Сравнение с аналогичными проектами
| Сравнение характеристик некоторых пилотируемых космических кораблей | Сравнение характеристик некоторых пилотируемых космических кораблей                             | Сравнение характеристик некоторых пилотируемых космических кораблей | Сравнение характеристик некоторых пилотируемых космических кораблей                                     | Сравнение характеристик некоторых пилотируемых космических кораблей | Сравнение характеристик некоторых пилотируемых космических кораблей | Сравнение характеристик некоторых пилотируемых космических кораблей | Сравнение характеристик некоторых пилотируемых космических кораблей |
| Название                                                            | Орёл                                                                                            | Орион                                                               | Crew Dragon                                                                                             | CST-100 Starliner                                                   | Мэнчжоу                                                             | Гаганьян                                                            | Starship                                                            |
| ------------------------------------------------------------------- | ----------------------------------------------------------------------------------------------- | ------------------------------------------------------------------- | --- | ------------------------------------------------------------------- | ------------------------------------------------------------------- | ------------------------------------------------------------------- | ------------------------------------------------------------------- |
| Разработчик                                                         | РКК «Энергия»                                                                                   | Lockheed Martin                                                     | SpaceX                                                                                                  | Boeing                                                              | CAST                                                                | ISRO                                                                | SpaceX                                                              |
| Внешний вид                                                         |                                                                                                 |                                                                     | SpaceX Dragon v2 (Crew) artist depiction (16787988882)                                                  |                                                                     |                                                                     |                                                                     |                                                                     |
| Назначение                                                          | - к ОС на НОО (МКС, НОКС) - грузовая модификация к ОС на НОО - к Луне, - к астероидам - к Марсу | - к Луне, Gateway - к Марсу - к МКС - к астероиду                   | - к ОС на НОО (МКС) - грузовая модификация к ОС на НОО - автономно на НОО - к Луне (без посадки) (2018) | - к ОС на НОО (МКС)                                                 | - к ОС на НОО - грузовая модификация к ОС на НОО - к Луне           | НОО                                                                 | - к ОС на НОО - к Луне, Gateway - к Марсу                           |
| При полёте на НОО                                                   |                                                                                                 |                                                                     | |                                                                     |                                                                     |                                                                     |                                                                     |
| Год первого орбитального беспилотного запуска                       | 2028 (Ангара-А5)                                                                                | 2014 (Delta IV Heavy)                                               | 2019 (Falcon 9)                                                                                         | 2019 (Атлас-5)                                                      | 2020 (LM-5B)                                                        | 2024 (LVM-3)                                                        | 2024                                                                |
| Год первого пилотируемого полёта                                    | 2029 (Ангара-А5М(П))                                                                            | —                                                                   | 2020 | 2024                                                                |                                                                     | 2026                                                                |                                                                     |
| Экипаж, чел.                                                        | 4                                                                                               | —                                                                   | 4 | по контракту с НАСА — 4, максимальная — 7                           | до 6—7                                                              | 3                                                                   | до 100                                                              |
| Стартовая масса, т                                                  | 14,4                                                                                            | —                                                                   | 12 | 14                                                                  | 21,6                                                                |                                                                     | 1320 (4800 включая первую ступень)                                  |
| Масса полезного груза в пилотируемом полёте, т                      | 0,5                                                                                             | —                                                                   | | 0,1                                                                 |                                                                     |                                                                     |                                                                     |
| Масса полезного груза грузовой версии, т                            | 2                                                                                               | —                                                                   | 6 | 0,27                                                                |                                                                     |                                                                     | от 100 до 150 (запуск с возвращением) до 250 (расходуемый запуск)   |
| Продолжительность полёта в составе станции                          | До 365 дней (НОО)                                                                               | —                                                                   | До 720 дней                                                                                             | До 210 дней                                                         |                                                                     |                                                                     |                                                                     |
| Продолжительность автономного полёта                                | До 30 дней                                                                                      |                                                                     | До 1 недели                                                                                             | До 60 часов                                                         |                                                                     | 7                                                                   |                                                                     |
| Ракета-носитель                                                     | - Иртыш (Союз-5) - Ангара-А5М(П) - Ангара-А5B                                                   | - Delta IV Heavy                                                    | - Falcon 9                                                                                              | - Атлас-5 - Vulcan                                                  | LM-5B или LM-7                                                      | LVM-3                                                               | Starship                                                            |
| При полёте к Луне                                                   |                                                                                                 |                                                                     | |                                                                     |                                                                     |                                                                     |                                                                     |
| Год первого орбитального беспилотного запуска                       | 2030 (Енисей)                                                                                   | 2022 (SLS)                                                          | — | —                                                                   |                                                                     | —                                                                   | 2025                                                                |
| Год первого пилотируемого полёта                                    | 2031 (Енисей)                                                                                   | 2025 (SLS)                                                          | 2018 | —                                                                   | 2028                                                                | —                                                                   | 2026                                                                |
| Экипаж, чел                                                         | 4                                                                                               | 4                                                                   | 2 | —                                                                   | 3—4                                                                 | —                                                                   | до 100                                                              |
| Стартовая масса, т                                                  | 20,0                                                                                            | 26                                                                  | |                                                                     |                                                                     |                                                                     | 1320 (4800 включая первую ступень)                                  |
| Масса полезного груза в пилотируемом полёте, т                      | 0,1                                                                                             | 0,38                                                                | |                                                                     |                                                                     |                                                                     |                                                                     |
| Продолжительность полёта в составе станции                          | До 180 дней                                                                                     |                                                                     | |                                                                     |                                                                     |                                                                     |                                                                     |
| Продолжительность автономного полёта                                | До 30 дней                                                                                      | До 21 дня                                                           | |                                                                     |                                                                     |                                                                     |                                                                     |
| Ракета-носитель                                                     | - Енисей - Ангара-А5B                                                                           | SLS                                                                 | Falcon Heavy                                                                                            |                                                                     | LM-10                                                               |                                                                     | Starship                                                            |